# Magyarlak, Vas
Magyarlak (în slovenă Lak) este un sat în districtul Szentgotthárd, județul Vas, Ungaria, având o populație de 777 de locuitori (2011).

## Demografie
Componența etnică a satului Magyarlak
     Maghiari (90,75%)
     Romi (5,09%)
     Sloveni (2,14%)
     Germani (2,01%)
Componența confesională a satului Magyarlak
     Romano-catolici (79,79%)
     Necunoscută (18,15%)
     Alte religii (2,06%)
Conform recensământului din 2011, satul Magyarlak avea 777 de locuitori. Din punct de vedere etnic, majoritatea locuitorilor (90,75%) erau maghiari, existând și minorități de romi (5,09%), sloveni (2,14%) și germani (2,01%).  Din punct de vedere confesional, majoritatea locuitorilor (79,79%) erau romano-catolici. Pentru 18,15% din locuitori nu este cunoscută apartenența confesională.